# Elecciones presidenciales de Uruguay de 1880
Las elecciones presidenciales de 1880 fueron las segundas elecciones presidenciales celebradas durante el periodo conocido como "militarismo" en el Estado Oriental del Uruguay. Estas se realizaron de manera imprevista tras la renuncia de Lorenzo Latorre a la presidencia. Estas se realizaron el 15 de marzo de 1880 para elegir al presidente de la república que concluyera el período comprendido entre el 1 de marzo de 1879 al 1 de marzo de 1883.
Esta elección se realizó en medio del período conocido como "militarismo" en el cual todos los presidentes de dicho periodo fueron militares o estuvieron fuertemente influenciados por estos.
Esta elección se realizó bajo las normas de la constitución de 1830, la cual establecía que el presidente de la república sería elegido mediante votación nominal por todos los miembros de la Asamblea General en una sesión permanente realizada el 1 de marzo, requiriéndose una pluralidad absoluta para ser investido en el cargo.

## Antecedentes
Si bien Latorre llegó al poder mediante un golpe de Estado; este acabaría gobernando constitucionalmente tras las elecciones presidenciales de 1879.
Su renuncia sería aceptada por la Asamblea General el 15 de marzo de 1880 tras esto; la asamblea general aprobó una resolución legislativa por la cual se procedería a elegir inmediatamente al próximo presidente de la república.
Esta resolución legislativa también estableció en su artículo 3.º que el presidente que fuera electo por la asamblea general completaría el periodo presidencial de Latorre, el cual se tenía previsto que terminara el 1 de marzo de 1883.

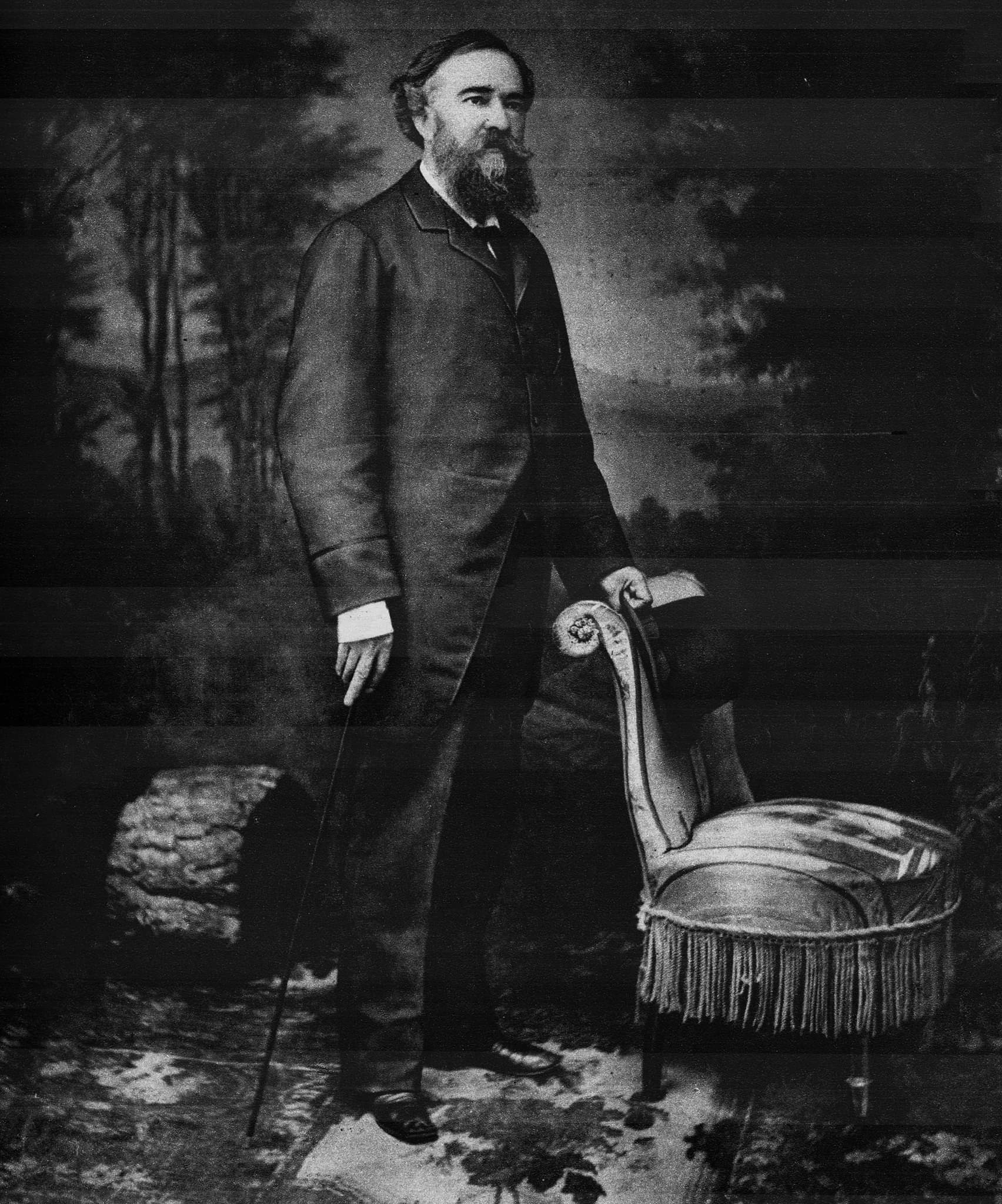
Cuadro del electo Vidal Silva

## Sistema Electoral
El sufragio solo lo ejercían los miembros de la asamblea general. El voto no era secreto, ya que los Diputados y Senadores tenían que firmar su balota.

## Resultados
| Candidato                  | Partido          | Votos | %      |
| -------------------------- | ---------------- | ----- | ------ |
| Francisco Vidal            | Partido Colorado | 38    | 97.44  |
| Alejandro Chucarro (padre) | Partido Colorado | 1     | 2.56   |
| Total                      | Total            | 39    | 100.00 |
| Fuente:                    |                  |       |        |

Blas Vidal votó por Alejandro Chucarro simbólicamente al no poder votar por su hermano.

## Consecuencias
Vidal paso a la historia como un presidente poco recordado y débil. Su gobierno en gran medida dependió del apoyo de su Ministro de Guerra Máximo Santos.
El 28 de febrero de 1882 Vidal renunciaría a la presidencia por presión militar; tras esto; el Presidente del Senado Alberto Flangini asumiría el poder ejecutivo interinamente por 1 día.El 1 de marzo de 1882 se realizaron elecciones presidenciales para el periodo comprendido entre el 1 de marzo de 1882 al 1 de marzo de 1886. En esta elección resultaría electo presidente Máximo Santos.